# Ерёма (Пермский край)
Ерёма — поселок в составе Ильинского городского округа в Пермском крае.

## Географическое положение
Поселок расположен в северной части округа примерно в 22 километрах по прямой на север от поселка Ильинский.

## Климат
Климат характеризуется как умеренно континентальный, с продолжительной холодной зимой и коротким летом. Средняя многолетняя температура самого холодного месяца (января) составляет −15,3—14,7 °С, температура самого тёплого (июля) 17,4—18,2 °С. Продолжительность холодного периода составляет 5 месяцев, теплого 7 месяцев, а смена их происходит в октябре — осенью, весной в первой половине апреля.

## История
Возник в советский период истории. До 2020 года входил в состав Ивановского сельского поселения Ильинского района. После упразднения обоих муниципальных образований входит в состав Ильинского городского округа.

## Население
Постоянное население составляло 122 человека в 2002 году (83 % русские), 94 человека в 2010 году.